# 金馬倫山

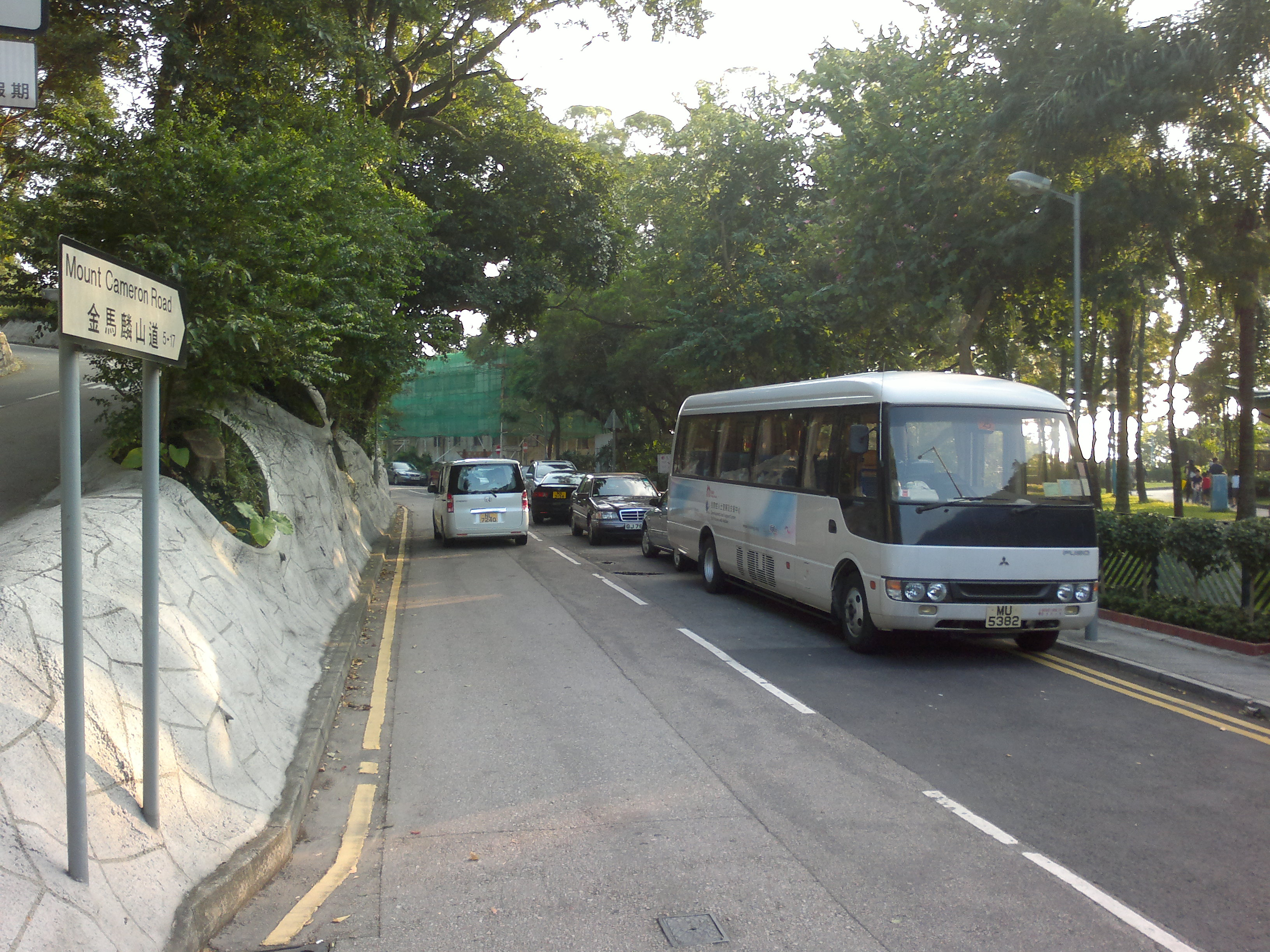
金馬麟山道近灣仔峽

金馬倫山（英語：Mount Cameron，或譯金馬麟山），本名飛鵝嶺，是香港香港島中部的一個山峰，山峰約高439米，位於約為灣仔至金鐘之間的南方對上位置，山頂及山體南面位於香港仔郊野公園內，鄰近灣仔峽，金馬麟山道及中峽道位於該座山西南面的山腰。金馬倫山路崎嶇險要，梯級陡峭，山頂荒涼，遍布火成岩。金馬倫山以駐港英軍司令及署理香港總督金馬倫少將命名。
坊間不少人士會將金馬倫山西北的山頭寶雲山誤以為是金馬倫山，因為後者山頂建有名為金馬倫大廈的住宅，加上以前金馬倫山所指範圍亦包括寶雲山。香港忠靈塔遺址及荷蘭灣徑均是位於今日寶雲山而非金馬倫山。

## 景觀
- 北望: 中環、金鐘、灣仔、維多利亞港、九龍半島。
- 東望: 北角、寶馬山、渣甸山、紫羅蘭山
- 南望: 壽臣山、黃竹坑、香港仔、鴨脷洲、東博寮海峽
- 西望: 奇力山、薄扶林郊野公園
- 遠眺: 大嶼山、長洲、蒲台島等

## 註腳
1. ↑  饒玖才. . 天地圖書有限公司. 2003年. 9789629502614.